# ドーン・サマーズ
ドーン・サマーズ (Dawn Summers) は、アメリカ合衆国のテレビドラマ『バフィー 〜恋する十字架〜』に登場する架空の人物。スピンオフ作品『エンジェル』では名前のみの登場。演じた俳優はミシェル・トラクテンバーグ。

## 特徴
正体は地獄の門の鍵。テレビドラマでは第5シーズンの『ドラキュラ』から登場する。ただし、コミックではバフィーがロサンゼルスに住んでいたころから登場するなど少々設定が異なる。

### 変貌
コミックの第8シーズンでは3回にわたって変身を繰り返す。理由は第25作目の『Living Doll』まで謎のままだった。
巨大化
第8シーズン『The Long Way Home』では巨大化した状態で登場。体が建物に収まらないため、倉庫の中、または屋外で生活する。
『Wolves at the Gate』では日本に現れ、バンパイアとの戦いで劣勢になった姉たちを助けた。
ケンタウロス
『Time of Your Life』では突如起こった腹痛とともに縮小、ケンタウロスのような姿になる。
人形
第25作目の『Living Doll』でドーンは人形に変身した。その後、呪いは解けて人間の姿に戻る。

## 関連する人物
- バフィー・アン・サマーズ

ドーンの姉。バンパイア・スレイヤー。
- ジョイス・サマーズ

ドーンの母親。
- タラ・マックレー

ドーンの親友。
- スパイク

ドーンの親友。しかし彼が『激情』で引き起こしたバフィーに対するレイプ未遂事件のあと疎遠となる。
- ザンダー・ハリス

ドーンが以前から恋心を抱いていた男性。
ドーンのベビーシッター兼バフィーの親友。後のエピソードでドーンの恋人となる。
- ケニー

ドーンの親友。ドーンに変身の魔法をかけた。